# 瓦伊絲
瓦伊絲（排灣語：Vais），是台灣排灣族古樓部落（Kuljaljau，位於今屏東縣來義鄉）傳說中的一位領袖家族成員，在作為傳統領袖的兄長普拉魯樣因故離開部落後，先後於七佳部落與古樓部落有兩任婚姻，也是現今古樓部落兩支Giring系統傳統領袖Tjagaran家族及Tjureng家族（後來改名為新的給令家族）的始祖。

## 身世
瓦伊絲出身自古樓部落傳統領袖家族：給令（Giring）家族，該家族自稱始祖是是開創部落三兄弟中的老大Drumetj（祭儀創始者勒麼各的兄長），其上下分別有一個哥哥普拉魯樣（Puljaljuyan）和弟弟巴勒督（Paretju）。值得一提的是，現在古樓部落中的「給令家族」並非瓦伊絲出身的原始給令家族，而是瓦伊絲的後代Tjuleng家族掌門人吳開花（Selep）所改名而來的。

## 簡述
瓦伊絲在回到古樓前，就已經先跟七佳部落Tjagaran家族的Celjaljaq結婚，並且生下了長子普拉魯樣（跟其兄長同名），但之後因為其兄長普拉魯樣因故從部落中出走，因此她按照部落裡的繼承法則成為領袖，為此她跟元配離婚後回到部落重建了家屋、並且跟古樓部落中Kuriatsan家族的男性巴勒督（與其弟同名）結婚，生下女兒Sauljaljuy。瓦伊絲先後在兩個部落中留下的血脈分別成為了古樓在地Tjagaran家族（後來遷回古樓部落）和Tjuleng家族，並且與部落中同樣有給令家族血緣的吉羅夫敢家族（Tjiljuvekan，由其弟巴勒督建立）長期競爭頭目的職位；另外也有說法認為，古樓Tjagaran家族是在瓦伊絲繼承Giring家族後，有一次因為兄長生病而前往內文社探望時，路過七佳部落並且跟當地Tjagaran家族的Celjaljaq相識結婚的後代，並且在孩子生下來後很快又離婚回到古樓部落。

## 領袖繼承問題
目前Tjagaran家族因為前三代繼承者不熟悉部落事務無意繼承，且無財力承擔祭儀之事，相關的祭儀責任便暫時委託當時Tjuleng家族的掌門Selep（漢名吳開花），Selep便將Giring家族所屬祭壇設置在自家的家屋裡，並且新蓋了一間家屋居住，取名為給令家族，繼續跟吉羅夫敢家族競爭，並造成古樓部落五年祭爭議。值得一提的是，古樓Tjagaran家族現任領袖Tjuku（漢名許齡心）於2019年辦理宗親會，並正式宣告回歸傳統領袖位置。